# プラチナ萬年筆

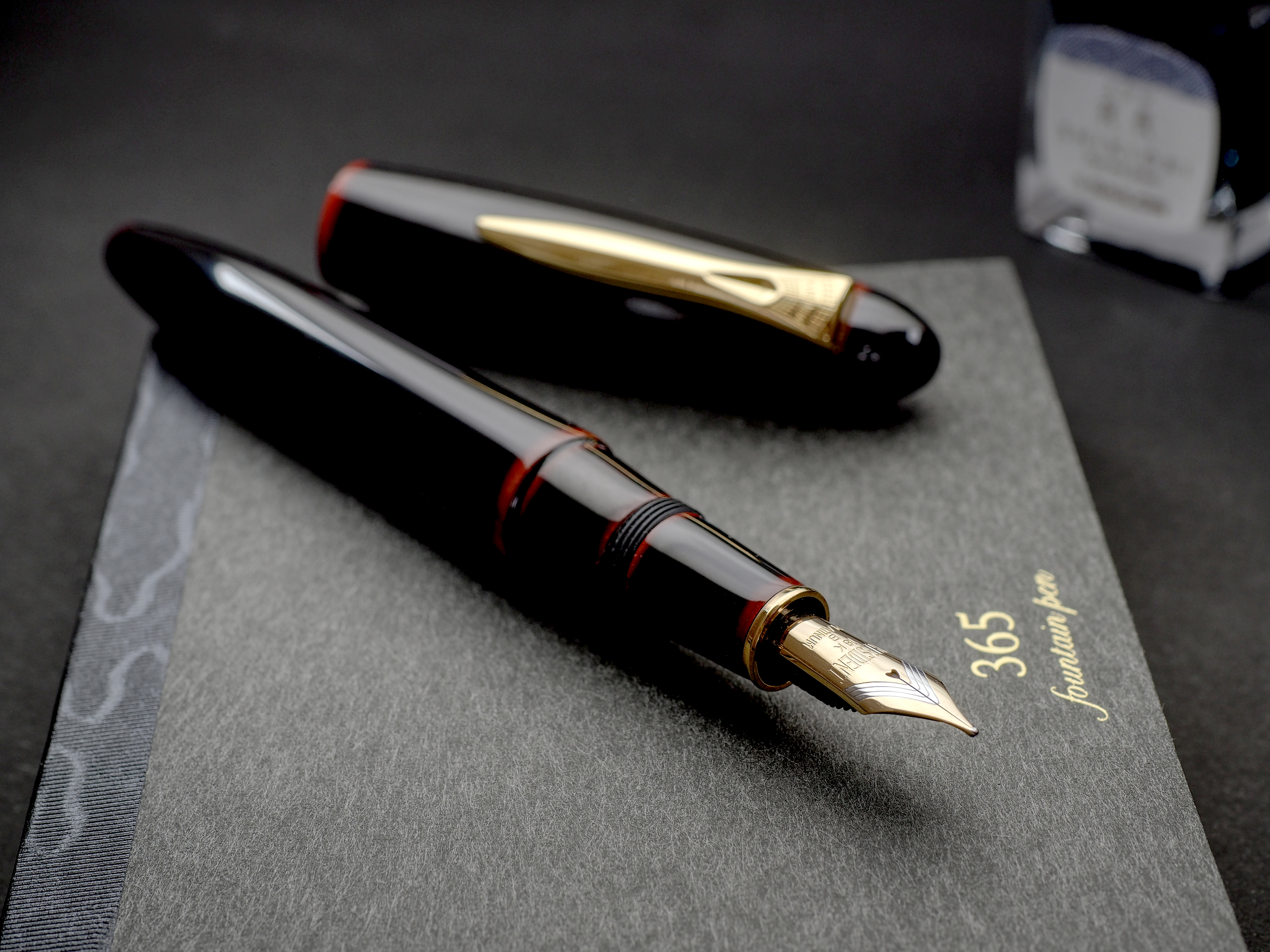
出雲

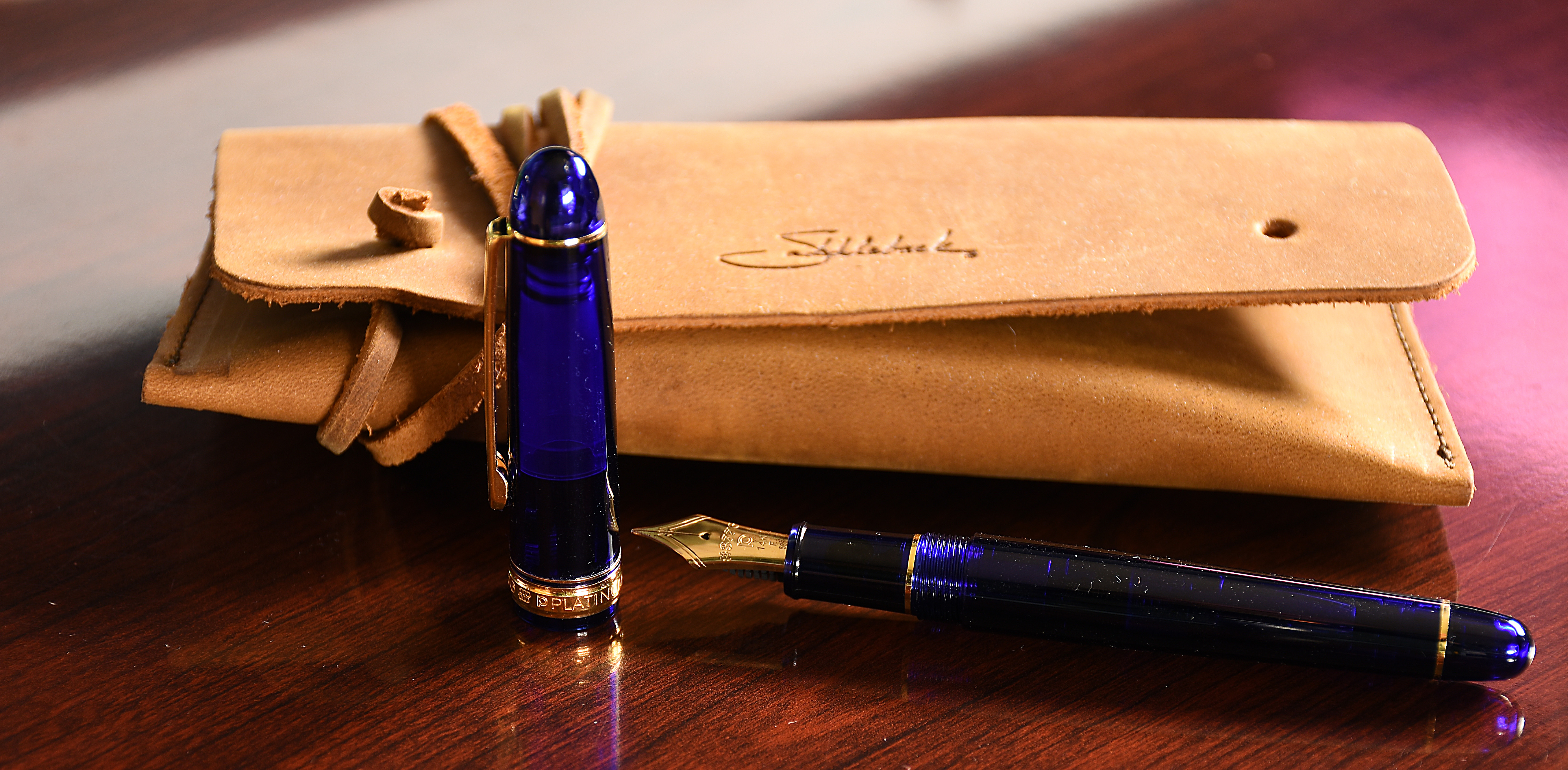
＃3776 Century

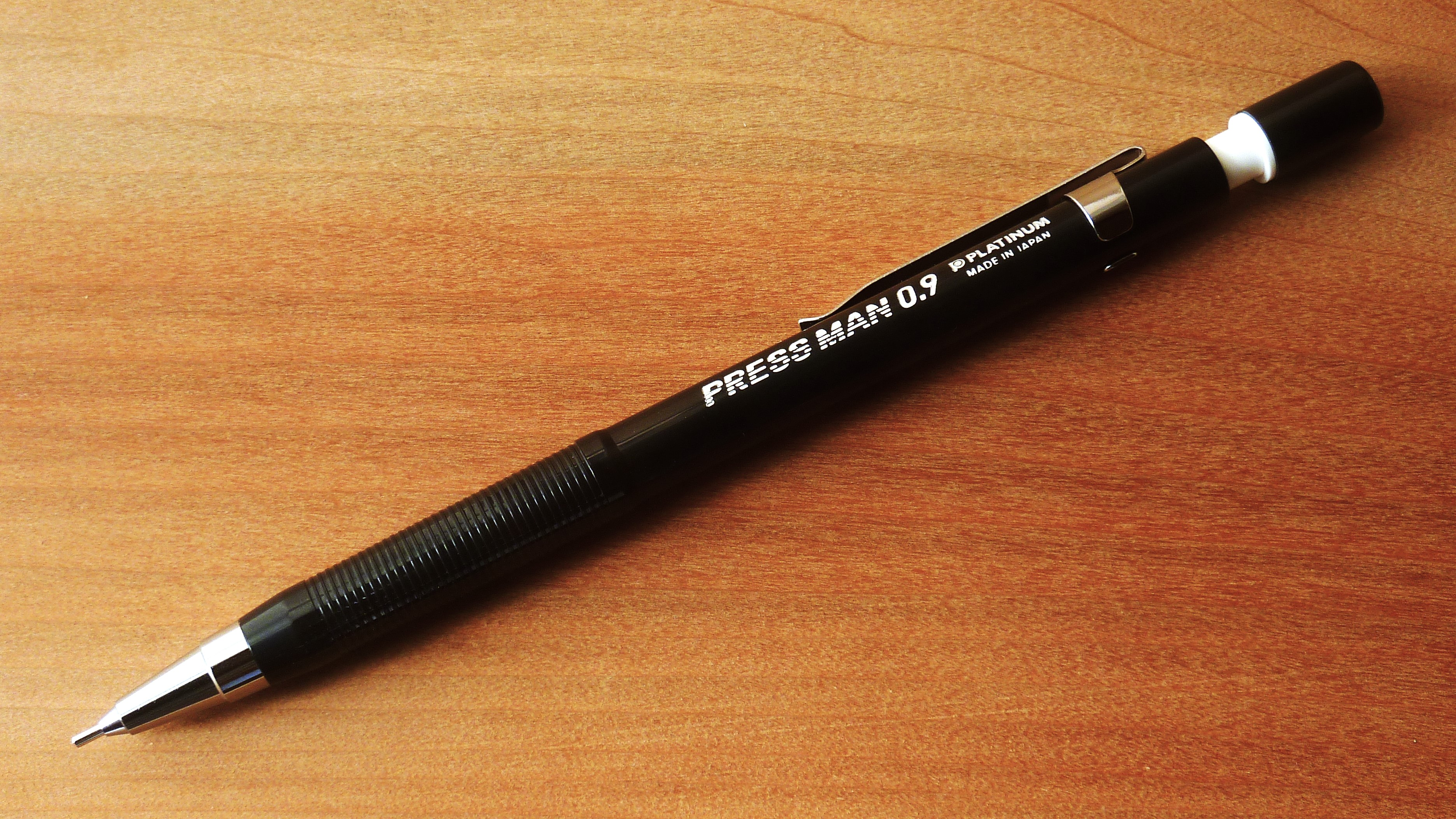
記者や速記士向けに開発されたプレスマン（シャープペンシル）

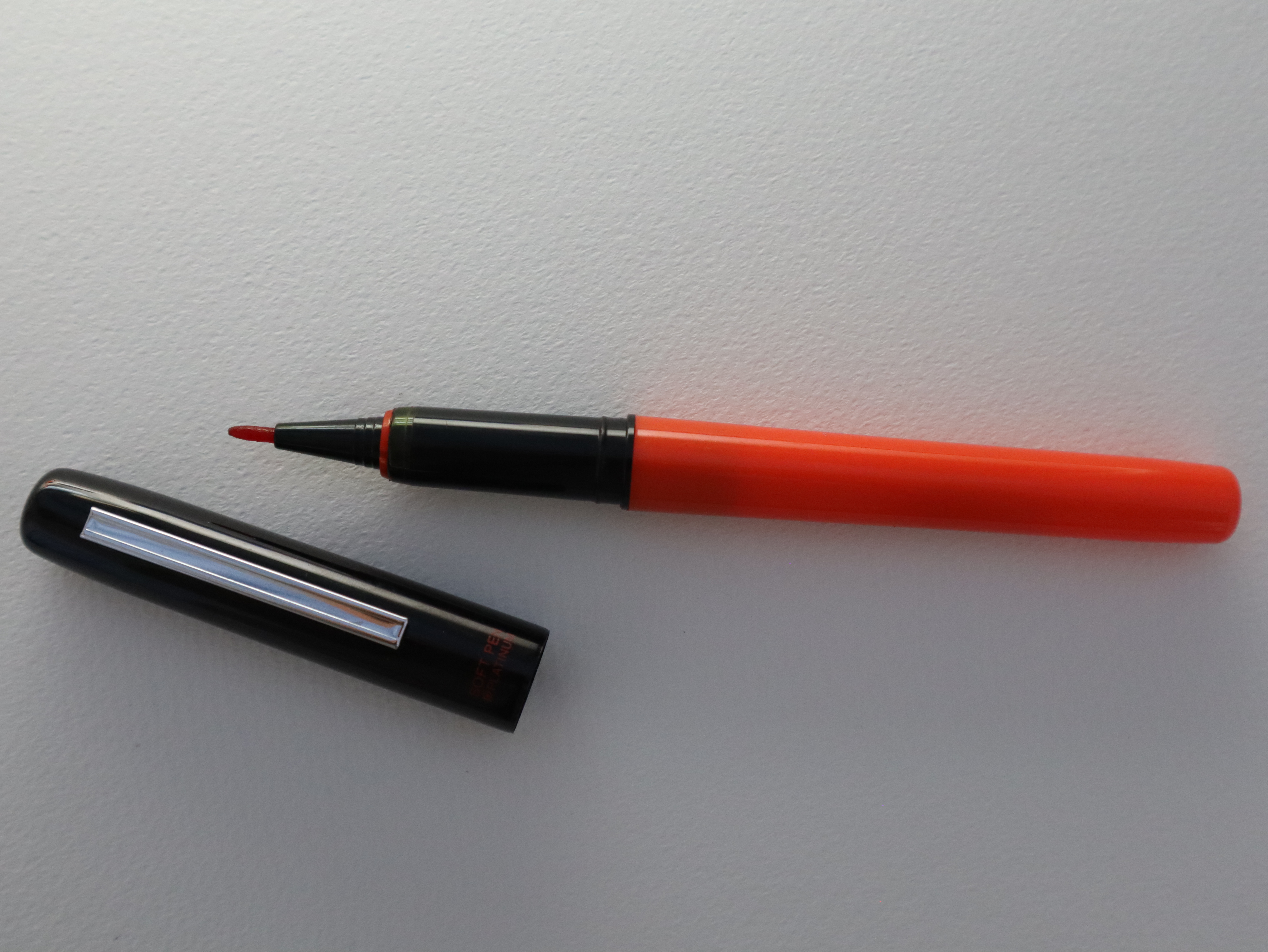
教師向けに開発されたソフトペン（サインペン）

プラチナ萬年筆株式会社（プラチナまんねんひつ）は、筆記具などの製造、販売をする日本のメーカー。本社は東京都台東区東上野にある。新字体を用いて「プラチナ万年筆」と表記されることが多い。また、略してプラチナと呼ばれることも多い。

## 概要
1919年（大正8年）、中田俊一が岡山県で輸入万年筆の販売に着手。1924年（大正13年）、中田は東京の上野で中屋製作所を創業。1931年（昭和6年）開始した、カタログ郵送を使った通信販売で成功を収めた。1942年（昭和17年）、事業の進展により中屋製作所を改組しプラチナ萬年筆株式會社を設立。金属の王様と呼ばれるプラチナを社名に掲げ、現在の社名となるに至った。
主力商品は名前の通り万年筆であるが、採点・添削に用いるソフトペンやボールペンその他筆記具、プレゼンボード（ハレパネ）なども製造している。シャープペンシルでは芯折れ防止機能搭載や、記者向けの「プレスマン」や製図用などプロ向け製品を製造している。また「早川式繰出鉛筆」を不定期で複製している。
オーダーメイドの万年筆を手がける中屋万年筆はプラチナの万年筆職人らが創業した会社で、屋号の「中屋」も許可を得て使用している（現在は子会社）。
また、世界初のカートリッジ式万年筆「オネスト60」を1957年に発売した。

## 沿革
- 1919年（大正8年）- 創立者 中田俊一が万年筆事業に着手、創業。「チャンピオン」「ピートン」「555」ブランドの万年筆を発売。
- 1924年（大正13年）- 中屋製作所を創立。
- 1928年（昭和3年）- 「プラチナ萬年筆」の商標を登録。
- 1931年（昭和6年）- カタログ郵送による販売を開始（ダイレクトメールのはしり）。
- 1942年（昭和17年）- プラチナ萬年筆株式會社に改組。
- 1946年（昭和21年）- 「A型万年筆S1」が大ヒット。
- 1947年（昭和22年）- プラチナ産業株式会社に社名変更。ボールペンの生産を開始。
- 1948年（昭和23年）- 第1回国際貿易博覧会に出品、第1位入賞。
- 1952年（昭和27年）- 万年筆の輸出シェアが70%となり業界第1位となる。外貨獲得貢献企業として緑綬褒章受章。
- 1956年（昭和31年）- 世界初のカートリッジ式万年筆を実用化。
- 1957年（昭和32年）- 世界初のカートリッジインク式万年筆「オネスト'60」を発売。
- 1962年（昭和37年）- プラチナ萬年筆株式会社に社名変更。
- 1964年（昭和39年）- サインペン「ソフトペン」発売
- 1968年（昭和43年）- 創業者・中田俊一が死去。
- 1970年（昭和45年）- 日立製作所と共同で録音オリジナルテープを開発。
- 1973年（昭和48年）- メキシコに工場を建設、現地生産開始。
- 1974年（昭和49年）- 台湾に工場建設。
- 1978年（昭和53年）- 速記用シャープペンシル「プレスマン」発売[2]。
- 1979年（昭和54年）- 多機能ペン「ダブルアクション」発売[3]。
- 1980年（昭和55年）- 世界初のデジタル時計付シャープペンシル「ライディング・ウォッチ」を発売。
- 1981年（昭和56年）- 「プラチナZ」がニューヨーク近代美術館のデザインコレクションに選定される。
- 1982年（昭和57年）- 中華人民共和国深圳市に工場建設。
- 1993年（平成5年）- シャープ創業者・早川徳次が発明した日本最初のシャープペンシル「早川式繰出鉛筆」を限定複製発売。

## 提供番組
- プラチナゴールデンショー（日本テレビ、1966年 - 1971年/1973年 - 1974年）
- 20世紀アワー（日本テレビ）
- プラチナポップ・ショー（TBS、1970年）
- ゴールデン洋画劇場（フジテレビ）